# Jurand
Jurand – imię męskie pochodzenia germańskiego. Jego forma jest wynikiem pomyłki – błędnego odczytania w XIX wieku przez historyka Franciszka Piekosińskiego średniowiecznych zapisów znanego w Polsce imienia Jarand, które jest formą imienia Arnold. Imię Jurand rozpropagował Henryk Sienkiewicz powieścią Krzyżacy.
W styczniu 2024 w rejestrze PESEL, wśród publicznie dostępnych danych, wykazano 438 mężczyzn o imieniu Jurand nadanym jako imię pierwsze oraz 301 mężczyzn noszących imię Jurand jako imię drugie. Dla porównania, najczęściej nadane imię męskie – Piotr – nosi 689313 osób, a imion nadanych więcej niż pół milionowi mężczyzn jest pięć.
Jurand imieniny obchodzi 6 maja.

## Osoby noszące imię Jurand
- Jurand ze Spychowa – rycerz, postać literacka, bohater Krzyżaków Henryka Sienkiewicza
- Jurand Drop – polski urzędnik państwowy, wiceminister administracji i cyfryzacji
- Jurand Jarecki – polski architekt